# نادي باتريا
نادي سبورت باتريا (بالإسبانية: Club Sport Patria) هو نادي كرة قدم مقره في غواياكيل ، الإكوادور.